# KZ Uelzen
Das KZ Uelzen bestand in der Stadt Uelzen als Außenlager des KZ Neuengamme von Februar 1945 bis Kriegsende. Bis zu 500 Häftlinge wurden bei Aufräumarbeiten nach Luftangriffen eingesetzt.

## Geschichte
Das Konzentrationslager Uelzen wurde errichtet, als durch Bombardements der amerikanischen Luftflotten der Güterbahnhof Uelzen zerstört wurde. 500 KZ-Häftlinge des Stammlagers Neuengamme wurden auf Anforderung der Reichsbahn Ende Februar 1945 nach Uelzen in das erste Stockwerk einer Lagerhalle verbracht, um den Bahnhof und die Gleisanlagen nach den Angriffen aufzuräumen. Kommandoführer dieses auf dem Gelände einer Zuckerfabrik gelegenen Lagers war Otto Harder, genannt Tull, ein ehemaliger Fußballspieler des HSV.
Das Konzentrationslager wurde im Wesentlichen vom Volkssturm bewacht. Die Häftlinge arbeiteten täglich, nach einem halbstündigen Fußmarsch zum Bahnhof, zwölf Stunden lang. Damit sie nicht fliehen konnten, wurden sie von einer Postenkette umstellt. Als britische Truppen am 14. und 15. April 1945 mit ihrem Angriff auf Uelzen begannen, gelang einigen Häftlingen dennoch die Flucht. Am 17. April begann die Räumung des Lagers und der Rücktransport der verbliebenen Häftlinge zum Stammlager. Von Neuengamme aus wurden zahlreiche Gefangene auf sogenannte KZ-Schiffe verbracht.

## Gedenken
Der Stadtrat von Uelzen ließ 1988 ein Mahnmal errichten und 1999 wurden Informationen über die Zeit des Nationalsozialismus angebracht. Eines der angebrachten bronzenen Bänder des Mahnmals informiert über die Häftlinge des Außenlagers Uelzen.